# Miami Sound Machine

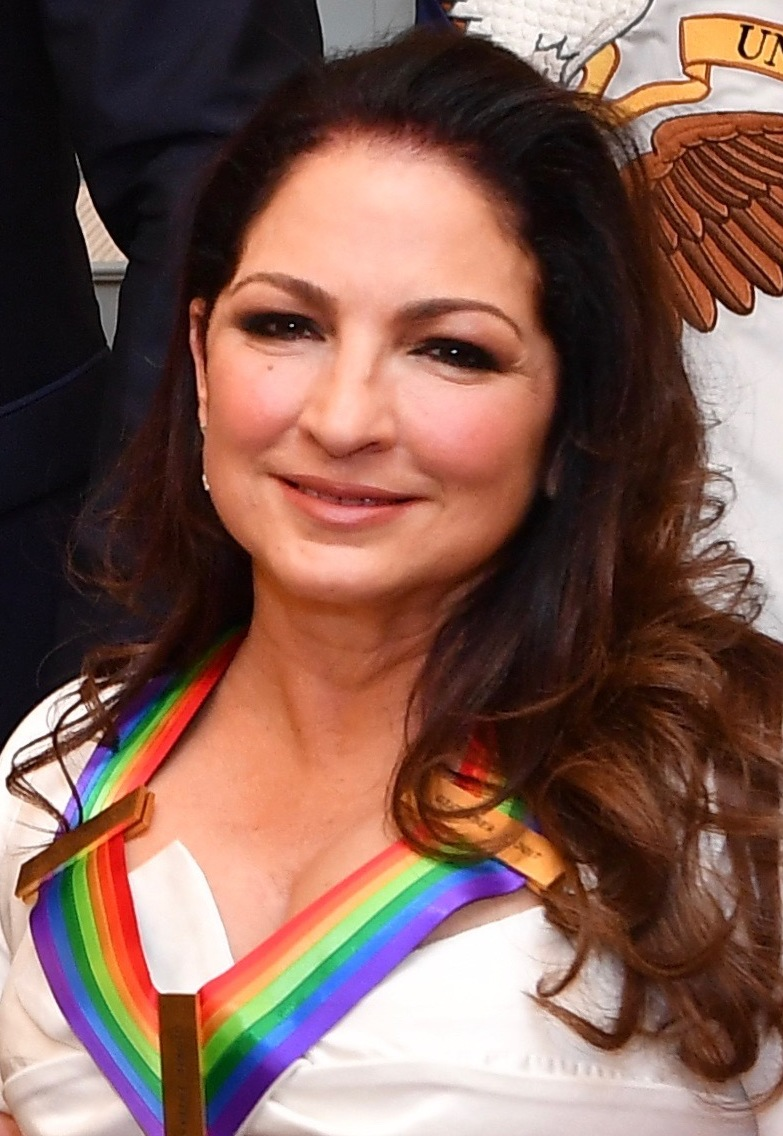
Gloria Estefan

Miami Sound Machine est un groupe américain de musique latine dance qui a notamment participé à plusieurs albums de la chanteuse cubaine Gloria Estefan. Fondé en 1975 par Emilio Estefan, le groupe est à l'origine connu sous le nom de Miami Latin Boys avant de prendre son dernier nom en 1977.
Le groupe réalise un certain nombre d'albums et une série de tubes à succès jusqu'en 1989.

## Discographie
- Renacer (1977)
- Miami Sound Machine (1978)
- Imported (1979)
- MSM (1980)
- Otra Vez (1981)
- Rio (1982)
- A Toda Máquina (1984)
- Eyes of Innocence (1984) États-Unis :  Disque d'or
- Primitive Love (1985) États-Unis : trois fois Disque de platine
- Let It Loose (1987) États-Unis :  quatre fois  Disque de platine
- Anything For You (Let It Loose, Royaume-Uni release) (1988)

### Singles
Extrait(s) de Eyes Of Innocence :
- Dr. Beat (1984) no 6 Royaume-Uni, no 23 France

Extrait(s) de Primitive Love :
- Conga (1985) no 10 États-Unis
- Bad Boy (1986) no 8 États-Unis, no 16 Royaume-Uni
- Words Get In The Way (1986) no 5 États-Unis
- Falling In Love (Uh-Oh) (1987) no 25 États-Unis

Extrait(s) de Let It Loose :
- Rhythm Is Gonna Get You (1987) no 5 États-Unis, no 16 Royaume-Uni
- Betcha Say That (1987) no 36 États-Unis
- Can't Stay Away from You (1987) no 6 États-Unis, no 7 Royaume-Uni
- Anything for You (1988) no 1 États-Unis - deux semaines, no 10 Royaume-Uni
- 1-2-3 (1988) no 3 États-Unis, no 9 Royaume-Uni